# Carlos René Correa
Carlos René Correa (Rauco, Chile, 18 de septiembre de 1912 - Santiago, Chile, 13 de septiembre de 1999) fue un escritor y poeta chileno, que participó por largo tiempo en la vida literaria chilena, a través de la edición de numerosos libros de poemas y dos antologías de poesía chilena, entre muchas otras obras.

## Vida literaria
Correa nació en Rauco, provincia de Curicó en 1912, localidad de la cual fue declarado hijo ilustre en 1979, y desarrolló estudios en el Seminario de Santiago, los que abandonó para seguir Castellano y Filosofía en la Universidad de Chile. Estos estudios los dejó también para hacer periodismo en El Diario Ilustrado, que le abrió sus puertas y le permitió iniciar una labor de redactor y comentarista de libros, desarrollando una labor de estímulo y divulgación de los valores jóvenes.
En 1955, junto a José Miguel Vicuña, fundó el "Grupo Fuego de la Poesía", que aglutinó a importantes figuras de la poética chilena del siglo XX. Presidió durante largo tiempo esta entidad, además del Instituto Cultural de la Municipalidad de Ñuñoa. Se casó en 1939 con la también poetisa chilena María Silva Ossa, con quien tuvo ocho hijos.
Su poesía, al decir de Matías Cardal en su antología Poesía Chilena del Mar (1982) "se enmarca en una sencillez formal, exenta de barroquismos innecesarios, entregándonos un universo poético profundo donde anida frecuentemente un hálito de nostalgia". Su obra mereció la crítica de importantes personalidades de la literatura, como Alone, Juana de Ibarbourou y Andrés Sabella, entre muchos otros.
Falleció en la capital chilena en 1999.